# Dryops
Dryops is een geslacht van kevers uit de familie van de ruighaarkevers (Dryopidae).

## Soorten
- Dryops addendus Bollow, 1938
- Dryops aequinochilus Grouvelle, 1896
- Dryops algiricus (Lucas, 1849)
- Dryops alluaudi Grouvelle, 1896
- Dryops anglicanus Edwards, 1909
- Dryops angustus Grouvelle, 1899
- Dryops arizonensis (Schaeffer, 1905)
- Dryops auriculatus (Geoffroy, 1785) – Klampkever
- Dryops brevitarsus Grouvelle, 1906
- Dryops capsius (Ménétries, 1832)
- Dryops cassius Hinton, 1948
- Dryops centralis Sharp, 1887
- Dryops championi Dodero, 1919
- Dryops chilensis Hinton, 1939
- Dryops costae (Von Heyden, 1891)
- Dryops crassus Grouvelle, 1896
- Dryops cribratus Grouvelle, 1896
- Dryops detritus (Sharp, 1882)
- Dryops doderoi Bollow, 1936
- Dryops ernesti Gozis, 1886
- Dryops fiorii Olmi, 1986
- Dryops frater Grouvelle, 1902
- Dryops friebi Bollow, 1939
- Dryops fuscipennis (Solsky, 1876)
- Dryops germaini Grouvelle, 1896
- Dryops goidanichi Olmi, 1975
- Dryops gounellei Grovelle, 1896
- Dryops gracilis (Karsh, 1881)
- Dryops griseus (Erichson, 1847)
- Dryops grouvellii (Fairmaire, 1899)
- Dryops hirtus Grouvelle, 1896
- Dryops iranensis Olmi, 1986
- Dryops jaechi Olmi, 1986
- Dryops jeanneli Bollow, 1939
- Dryops luridus (Erichson, 1847)
- Dryops lutulentus (Erichson, 1847)
- Dryops major Sharp, 1887
- Dryops meridianus Bollow, 1939
- Dryops mesatlanticus Peyerimhoff, 1930
- Dryops mexicanus (Sharp, 1882)
- Dryops militarus Grouvelle, 1898
- Dryops monticola Grouvelle, 1913
- Dryops musgravei Hinton, 1937
- Dryops namorokensis Delève, 1963
- Dryops neglectus Delève, 1963
- Dryops nepalensis Olmi, 1986
- Dryops nitidulus (Heer, 1841)
- Dryops osellai Olmi, 1978
- Dryops ovatus Grouvelle, 1890
- Dryops perinetanus Delève, 1963
- Dryops peyerimhoffi Bollow, 1939
- Dryops punctipennis (Sharp, 1882)
- Dryops pusillus (Sharp, 1882)
- Dryops raffrayi Grouvelle, 1898
- Dryops rufipes (Krynicki, 1832)
- Dryops rufiventris Grouvelle, 1906
- Dryops seurati Bollow, 1939
- Dryops similaris Bollow, 1936
- Dryops similis Grouvelle, 1896
- Dryops sobrinus Grouvelle, 1896
- Dryops striatellus (Fairmaire & Brisout de Barneville, 1859)
- Dryops striatopunctatus (Heer, 1841)
- Dryops subincanus (Kuwert, 1890)
- Dryops sublaevis Grouvelle, 1896
- Dryops sulcatulus Fairmaire, 1898
- Dryops sulcipennis (Costa, 1883)
- Dryops umbrinus Grouvelle, 1896
- Dryops vadoni Delève, 1963
- Dryops vestitus Grouvelle, 1896
- Dryops vicinus Grouvelle, 1896
- Dryops vienensis (Laporte de Castelnau, 1840)